# Château Both
Les ruines du château Both (en hongrois: Both-vár) sont situées au confluent des rivières Békény et Várpatak. Son nom d'origine est Hiripné (Hiripné-vár). L'origine de ce château est inconnue. Au début du XIVe siècle, un nouveau château est construit avec ce qui restait de l'ancien. Au XVIIe siècle, il devint la propriété de la famille Both. Il est détruit par l'armée autrichienne durant les guerres d'indépendance menées par Rákóczi contre la domination des Habsbourg de 1705 à 1711, guerres desquelles Dávid II Both Bélavary de Sycava fut l'un des héros. 
Une chapelle est construite en 1933 près du site, dite chapelle du château Both (en hongrois: Both várai kápolna).